# Chuck Taylor (catch)
Dustin Howard (né le 22 avril 1986 à [Murray (Kentucky)) est un catcheur (lutteur professionnel) américain. Il travaille actuellement à la All Elite Wrestling, sous le nom de Chuck Taylor, en tant que coach.

## Carrière

### Débuts
Howard est fan de catch depuis l'enfance et commence à s'entraîner pour devenir catcheur auprès de Brandon Walker à la Old School Wrestling Training Academy dans le Kentucky dès ses 15 ans. On le surnomme Chuck Taylor car il porte des Converse aux pieds. Durant cette période, il entraîne Trevor Mann, plus connu sous le nom de Ricochet. Il fait ses premiers combats en fin d'année 2002.
Le 25 novembre 2005, il fait équipe avec Slacker J pour devenir champion par équipe de l'United States Wrestling Organization, une fédération du Tennessee, et perdent ce titre le 30 décembre. Durant l'année 2006, il est champion poids-lourds junior de l'Insanity Pro Wrestling, une fédération de l'Indiana, et son règne prend fin le 2 septembre après sa défaite en finale du tournoi Super Junior Heavyweight Tournament 2006 face à Ricochet et remporté par Dave Crist,.

### Evolve Wrestling (2010-...)
Il fait son retour à la Evolve lors d'Evolve 64 et travaille maintenant sous le nom de ring "Dustin" et dans le main event de la soirée, lui et Drew Galloway battent Catch Point (Drew Gulak et Tracy Williams) et remportent les Evolve Tag Team Championship.

### Dragon Gate USA (2010–2014)

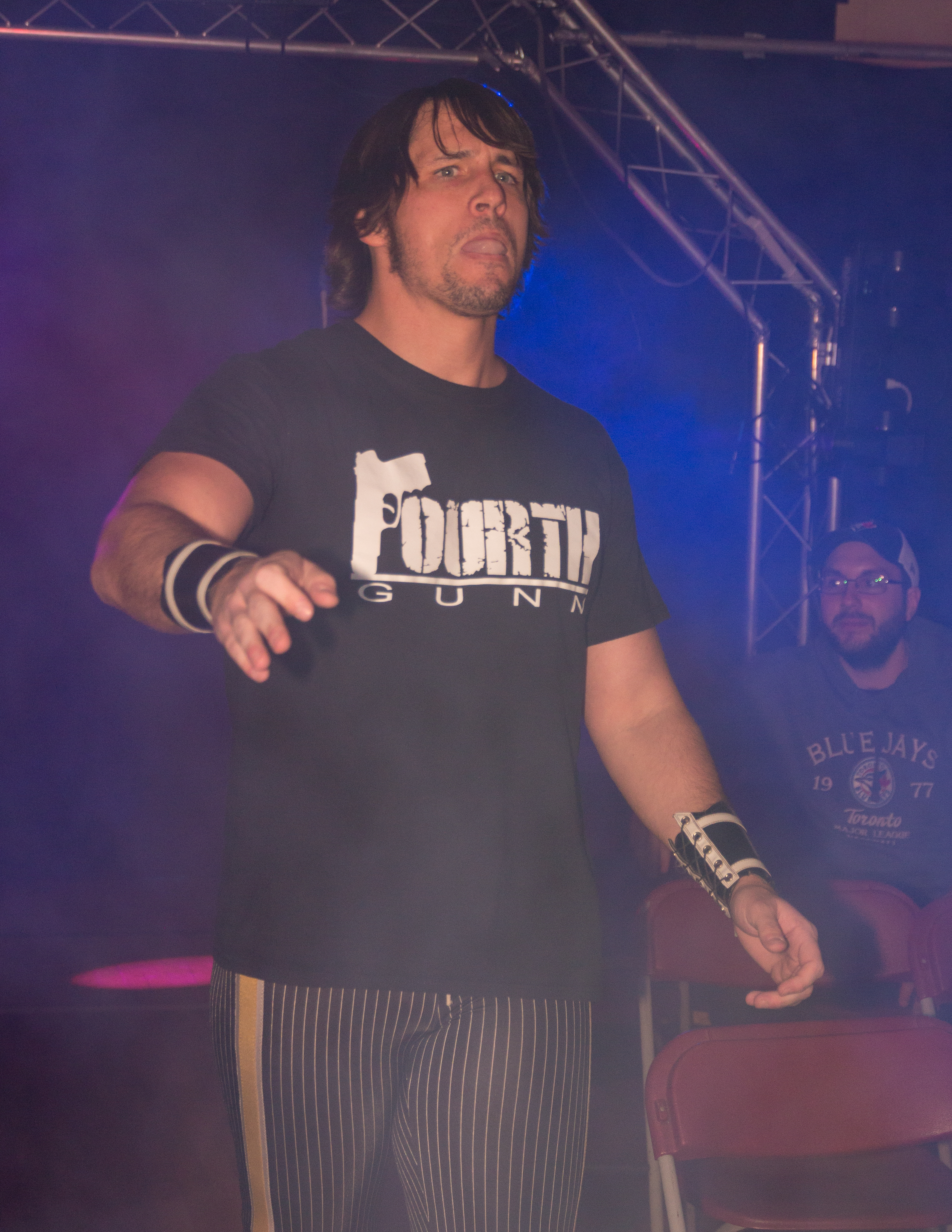
Taylor à la Smash Wrestling en 2015

Lors de Bushido 2011, il perd contre Yamato pour le Open the Freedom Gate Championship. À un moment donné, il avait apparemment remporté le match avec un tombé, mais l'arbitre a décidé de reprendre le match après que Johnny Gargano a admis que le pied de Yamato était sur la corde lors du tombé. Après le match, Taylor vole le Open the Freedom Gate Championship et s'enfuit de l'arène.
Après son turn, il forme le Gentleman's Club avec Drew Gulak et Jake Manning. Lors de Evolve 15, il perd contre Johnny Gargano et ne remporte pas le Open the Freedom Gate Championship.

### Independent Wrestling Association Mid-South (2006-2009)
Taylor commence à travailler à l'Independent Wrestling Association Mid-South (en) (IWA Mid-South) le 17 mars 2006 où il perd un match face à Ricochet.

### Pro Wrestling Guerrilla (2008-...)
Il participe avec Trent? à DDT4 2014, un tournoi par équipe de la PWG le 31 janvier 2014, qu'ils remportent,.
Lors de Pushin Forward Back, il bat Zack Sabre, Jr. et remporte le PWG World Championship. Lors de PWG All Star Weekend 13 - Tag 2, il perd le titre contre Ricochet. Lors de Mystery Vortex V, il bat Ricochet dans un Guerrilla Warfare Match et remporte le PWG World Championship pour la deuxième fois. Lors de Time Is A Flat Circle, il perd son titre contre Keith Lee.

### Ring of Honor (2017-2019)
Le 14 mai 2017, il fait ses débuts à la Ring of Honor en tant que partenaire surprise de Roppongi Vice (Baretta et Rocky Romero) et ensemble ils battent Bullet Club (Hangman Page et The Young Bucks). Lors de Best in the World 2017, lui et Beretta perdent contre The Young Bucks dans un Tornado Three Way Match qui comportaient également War Machine (Hanson et Raymond Rowe) et ne remportent pas les ROH World Tag Team Championship. Lors de Death Before Dishonor XV, il perd contre Marty Scurll.
Le 20 juin 2018, il perd contre Kenny King. Le 20 juillet, il bat Bully Ray par disqualification après avoir reçu un low blow de la part de ce dernier.
Le 3 septembre 2018, ils battent Bully Ray et Silas Young.
Lors de Deah Before Dishonor 2018, ils font équipe avec Kazuchika Okada, Tomohiro Ishii et Rocky Romero mais perdent par soumission contre Bullet Club (Cody, les Young Bucks, Adam Page et Marty Scurll).

### New Japan Pro Wrestling (2017-2019)

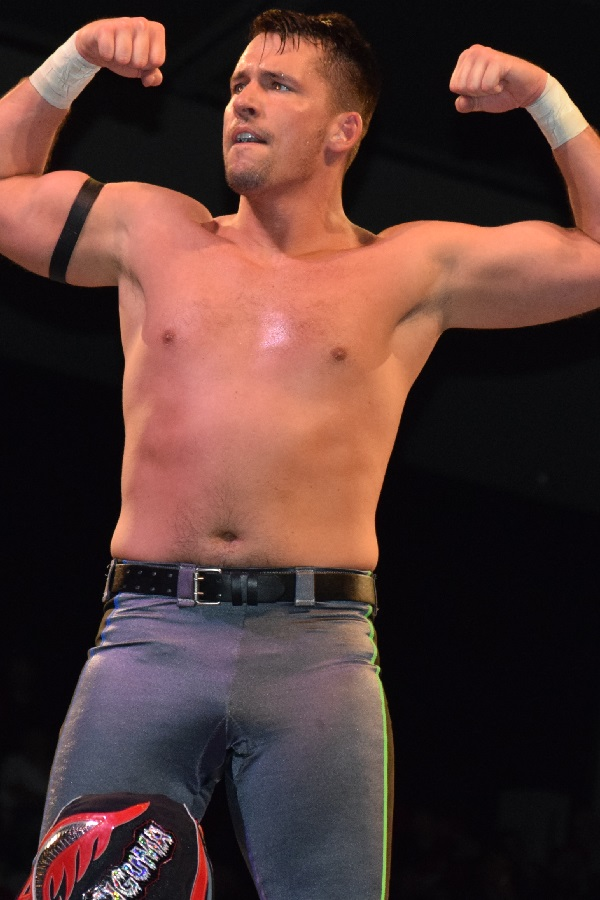
Taylor en 2018

Le 6 novembre 2017, il est annoncé en tant que participant au World Tag League 2017 en équipe avec Baretta et rejoint par la même occasion le clan Chaos,.
Lors de Destruction in Hiroshima 2018, ils font équipe avec Will Ospreay et battent Bullet Club (Chase Owens et  Yujiro Takahashi) et Kōta Ibushi. Lors de Destruction in Beppu, ils perdent contre Killer Elite Squad (Davey Boy Smith, Jr. et Lance Archer). Lors de Destruction In Kobe, ils prennent leur revanche en battant Killer Elite Squad.

### All Elite Wrestling (2019–...)

#### Best Friends (2019-2024)
Le 7 février 2019, ils signent officiellement avec la All Elite Wrestling.
Le 25 mai lors du show inaugural : Double or Nothing, ils battent The Hybrid 2 (Angélico et Jack Evans). Après le combat, Orange Cassidy rejoint le clan. Le 29 juin à Fyter Fest, ils battent SCU (Frankie Kazarian et Scorpio Sky) et Private Party (Marq Queen et Isiah Kassidy) dans un 3-Way Tag Team Match, leur permettant d'entrer plus tard dans le tournoi déterminant les premiers champions mondiaux par équipe de la AEW. Le 31 août à All Out, ils perdent face au Dark Order (Evil Uno et Stu Grayson), n'étant pas exemptés du premier tour du tournoi pour les titres mondiaux par équipe de la AEW.
Le 23 mai 2020 à Double or Nothing, ils battent Private Party (Isiah Kassidy et Marq Queen).
Le 1er juillet à Fyter Fest, ils ne remportent pas les titres mondiaux par équipe de la AEW, battus par "Hangman" Adam Page et Kenny Omega.
Le 24 décembre, son partenaire souffre d'une déchirure partielle d'un muscle des pectoraux, et doit s'absenter pendant quelques mois.
Le 7 mars 2021 à Revolution, Orange Cassidy et lui perdent face à Miro et Kip Sabian. Le 31 mars à Dynamite, son équipier effectue son retour de blessure et les aide à battre leurs mêmes adversaires dans un Arcade Anarchy Match, rejoint par Kris Statlander qui a attaqué Penelope Ford.
Le 5 septembre lors du pré-show à All Out, Jurassic Express, Orange Cassidy, Wheeler Yuta et lui battent HFO (Matt Hardy, Private Party et TH2) dans un 10-Man Tag Team Match.
Le 19 novembre lors du pré-show à Full Gear, Trent Beretta, Orange Cassidy, Rocky Romero, Dauhausen et lui battent The Factory (Aaron Solow, Cole Karter, Lee Johnson, Nick Comoroto et QT Marshall) dans un 10-Man Tag Team match.
Le 25 juin 2023 lors du pré-show à Forbidden Door, Chaos (Rocky Romero, Trent Beretta et lui) et El Desperado perdent face à Mogul Embassy (Brian Cage, Swerve Strickland, Toa Liona et Bishop Kaun) dans un 8-Man Tag Team match.
Le 27 août à All In, Eddie Kingston, Penta El Zero Miedo, Orange Cassidy, Trent Beretta et lui battent le Blackpool Combat Club (Jon Moxley, Claudio Castagnoli, Wheeler Yuta), Ortiz et Santana dans un Stadium Stampede match. La semaine suivante à All Out, il ne remporte pas la Over Budget Battle Royal, gagnée par "Hangman" Adam Page.
Le 27 avril 2024 à Rampage, il perd face à son désormais ex-partenaire, Trent Beretta, dans un Parking Lot Brawl match. Après le combat, son adversaire le blesse définitivement à la cheville avec une clé de plomberie. Quatre soirs plus tard à Dynamite, Orange Cassidy annonce qu'il ne pourra plus catcher.

#### Coach (2024-...)
Le 4 juin dans l'émission CloseUp de Renee Paquette, il révèle être dans l'attente d'une opération chirurgicale pour sa blessure à la cheville et travailler en tant que coach dans la compagnie durant sa convalescence.

## Palmarès
- Chaos Pro Wrestling
  - 2 fois CPW Global Championship

- Chikara

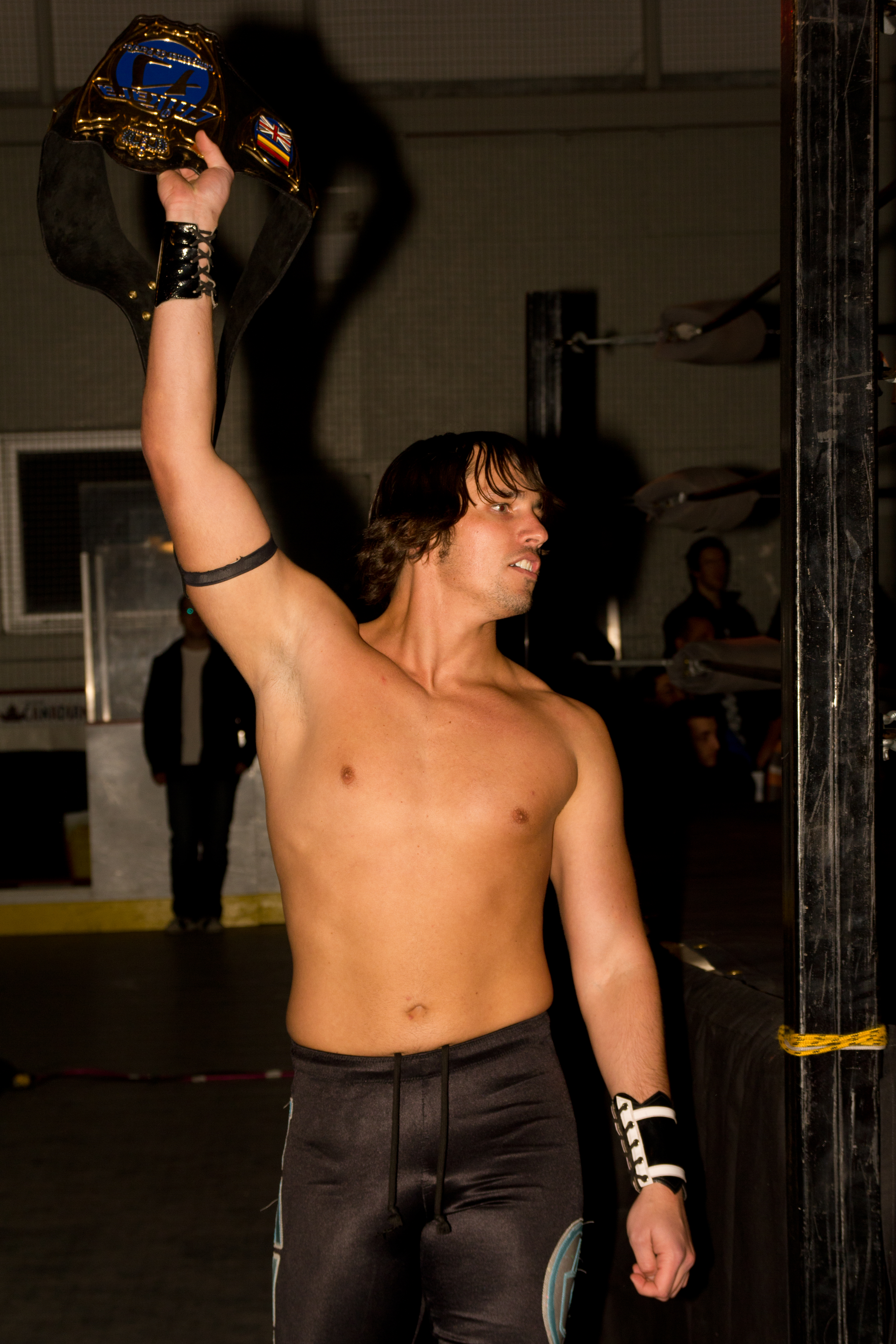
Taylor en tant que moitié des Chikara Campeones de Parejas en Mars 2012

  - 2 fois CHIKARA Campeonatos de Parejas avec Johnny Gargano
  - Young Lions Cup V[46]
  - King of Trios (2009) avec Icarus et Gran Akuma
  - Rey de Voladores (2007)

- Combat Zone Wrestling
  - 1 fois CZW World Junior Heavyweight Championship[47]

- Dramatic Dream Team
  - 1 fois Ironman Heavymetalweight Championship[48]

- Evolve Wrestling
  - 1 fois Evolve Tag Team Championship avec Drew Galloway[6]
  - Breakout Star (2010)[49]
  - Evolve MVP (2010)

- Impact Pro Wrestling
  - Hall of Fame Classic (2017)

- Independent Wrestling Association Mid-South
  - 2 fois IWA Mid-South Heavyweight Championship
  - 2 fois IWA Mid-South Light Heavyweight Championship
  - 1 fois IWA Mid-South Women's Championship

- Insanity Pro Wrestling
  - 1 fois IPW Junior Heavyweight Championship

- Old School Wrestling
  - 1 fois OSW Cruiserweight Championship

- Pro Wrestling Guerrilla
  - 2 fois PWG World Championship
  - Dynamite Duumvirate Tag Team Title Tournament (2014) avec Trent?

- United States Wrestling Organization
  - 1 fois USWO Tag Team Championship avec Slacker J

## Récompenses des magazines
- Pro Wrestling Illustrated

| Année | 2007 | 2008 | 2009 | 2010 | 2011 | 2012 | 2013 | 2014 | 2015 | 2016 | 2017 | 2018 | 2019 | 2020 | 2021 |
| ----- | ---- | ---- | ---- | ---- | ---- | ---- | ---- | ---- | ---- | ---- | ---- | ---- | ---- | ---- | ---- |
| Rang  | 314  | 309  | 186  | 161  | 280  | 127  | 160  | 175  | 273  | 235  | 265  | 186  | 241  | 223  | 197  |

- Wrestling Observer Newsletter

| # | Résultat | Adversaire                          | Évènement        | Date              | Durée | Lieu                                 | Notes                                                                |
| - | -------- | ----------------------------------- | ---------------- | ----------------- | ----- | ------------------------------------ | -------------------------------------------------------------------- |
| 1 | Victoire | The Inner Circle (Ortiz et Santana) | AEW Dynamite #50 | 16 septembre 2020 | 13:03 | Daily's Place, Jacksonville, Floride | Il s'agit d'un Parking Lot Fight Match où il fait équipe avec Trent. |